# Spodoptera gratiosa
Spodoptera gratiosa là một loài bướm đêm trong họ Noctuidae.